# Jang Čen-ning
Prof. Jang Čen-ning či Chen Ning Yang (tradiční čínština: 楊振寧; zjednodušená čínština: 杨振宁; pinyin: Yáng Zhènníng) (* 1. října 1922 Che-fej, An-chuej, Čína) je americký vědec, fyzik, čínského původu. Spolu s Li Čeng-taem nositel Nobelovy ceny za fyziku z roku 1957 za základní výzkumy tzv. zákona zachování parity, což je vedlo k významným objevům, které se týkají základních částic.

## Život a dílo
Jang Čen-ning se narodil 1. října 1922 v Che-feji v provincii An-chuej jako syn profesora matematiky, který mu poskytl pečlivou výchovu a dbal na to, aby byl jeho syn v matematice dobrý. Po skončení studia na univerzitě Čching-chua poblíž Pekingu obhájil doktorskou disertační práci na universitě v Čching-tao, která byla za čínsko-japonské války přeložena do Kchun-mingu. V roce 1946 odjel Čen-ning do Spojených států; za prvé kvůli zrovna probíhající občanské válce v Číně, za druhé za prací. Zde pracoval nejprve na universitě v Chicagu u Fermiho, poté, v roce 1949, pracoval jako profesor teoretické fyziky v ústavu pro postgraduální studium v Princetonu.
Čen-ning věnoval svou pozornost především na teoretické problémy fyziky a speciálně na statistickou mechaniku a principy symetrie, o čemž svědčí i obsah jeho nejdůležitějších děl (viz níže).
Ve Spojených státech se také setkal se svým krajanem Li Čeng-taem, který se stal jeho žákem a se kterým začal trvalou vědeckou spolupráci a její plody byly ohromně významné pro teoretickou fyziku. Oba Číňané se projevili jako neobyčejně schopní badatelé. Oba se zabývali studiem přeměn subatomárních částic a společnými silami dokázali, že zákon zachování parity neplatí při každém vzájemném působením částic. Vědci, kteří se zaobírali tímto problémem, před jejich objevem nedokázali vysvětlit a dokázat některé zvláštnosti při proměnách tzv. K-mezonů, protože výzkumy všeobecně vycházely z principu symetrie, tedy z představy, která experimentálně nebyla potvrzena.
Čin-ning a Čeng-tao také dokázali, že jsou-li atomová jádra radiokobaltu při velmi nízké teplotě vystavena účinkům magnetického pole, vychylují se přesně jako magnetky do určitého směru. Po početných experimentech dospěli k závěru, že zákon zachování parity neplatí v případě tzv. slabých vzájemných působení.
Jang Čen-ning dostal za svůj přínos fyzice několik ocenění. Mezi nejvýznamnější patří výše uvedená Nobelova cena za fyziku (1957), nebo Národní medaile za vědu, která mu byla udělena v roce 1986.

## Významné práce
- Teorie shluků a molekulové spektrum
- Příspěvky ke statistické teorii uspořádanost - neuspořádanost - transformace
- Úhlové dělení jaderných reakcí

## Další významnější ocenění
- Národní medaile za vědu (1986)
- Medaile Benjamina Franklina (1993)
- Medaile Alberta Einsteina (1995)